# 第一薬品工業
第一薬品工業株式会社（だいいちやくひんこうぎょう）は、富山県富山市に所在する医薬品メーカーである。

## 概要
医薬品、医薬部外品、健康食品、化粧品、清涼飲料水の製造及び製造販売を行っている。その割合は医薬品41.7%、医薬部外品43.5%、サプリメント類12.0%、その他2.8%である。

## 沿革
個別に出典が提示されていない箇所を除いた出典→
- 1942年
  - 5月1日 - 創業[4]。
  - 5月27日[1] - 国策により富山県内の製薬メーカー11社を企業統合し、富山市砂町に『富山県統制製薬株式会社』設立。
- 1944年4月 - 現社名に改称。
- 1955年12月 - 富山市下奥井へ移転。
- 1969年11月 - 富山市奥田町へ新築移転。
- 1977年10月 - GMP連合工場完成。
- 1986年8月26日 - 和漢薬の研究を重点的に行う新研究所（鉄骨2階建て）の完工式を挙行[6]。
- 1995年4月1日 - 本社事務所および改正GMPに適合した工場を富山市草島の草島工業団地に竣工し、全面移転[1][5]。
- 2025年4月1日 - 配置販売向けの卸売営業権を富山めぐみ製薬へ譲渡する[7]。